# Homobono Llamas
Homobono Llamas García fue un político mexicano miembro del Partido Revolucionario Institucional. Nació en Tecolotlán, Jalisco. Fue presidente municipal en el año 1942, y fue el primero en entregar la presidencia municipal para un periodo de 3 años de 1943 a 1945. Fundó el ejido de El Colomo y la Arena, con el apoyo del líder agrario de apellido Requena, quien posteriormente fundó el ejido de Salagua. Fue diputado federal en la XXXVIII Legislatura del Congreso de la Unión; diputado local suplente en la XXXI Legislatura del Congreso del Estado de Colima y propietario en la XXXII Legislatura del Congreso del Estado de Colima, comandante de policía y supervisor fiscal. Fungió como Presidente del Ejido de El Colomo por varios años. Murió en la pobreza en la ciudad de Colima.